# Interrex (Polska)
Interrex (łac. inter – między, rex – król) – określenie stosowane w Rzeczypospolitej Obojga Narodów, a wcześniej także w Koronie Królestwa Polskiego, w odniesieniu do regenta państwa, osoby zastępującej władcę w okresie bezkrólewia. Stanowisko to wzorowane było na urzędzie interrexa, wyłanianego przez senat rzymski w czasie bezkrólewia.
Interrex był najwyższym dostojnikiem państwowym sprawującym niektóre funkcje monarsze w czasie bezkrólewia. W Rzeczypospolitej Obojga Narodów w latach 1572–1764 był nim każdorazowo prymas Polski, którego z ważnych przyczyn mógł zastąpić tylko wyznaczony przez niego inny dostojnik kościelny (zwyczajowo biskup kujawski, który sporadycznie używał tytułu wiceprymasa). Podczas posiedzeń senatu fotel interrexa ustawiano na tle baldachimu, lecz poniżej stopni tronu królewskiego. Za fotelem interrexa stawał kanonik nazywany krucygierem, który trzymał wysoki ozdobny krzyż będący oznaką prymasowskiej godności. 
Interrex reprezentował kraj w sprawach międzynarodowych i kierował administracją państwową. W wyjątkowych okolicznościach mógł decydować o wojnie. Przewodniczył i zwoływał zgromadzenia szlacheckie: konwokację i elekcję. Prymas zwoływał sejmiki, ale tylko przedkonwokacyjne. Kierował wyborem króla, dokonywał jego nominacji i koronacji, ale dokonywał tego jako głowa Kościoła katolickiego w Polsce.
Od 1451 mocą przywileju Kazimierza IV Jagiellończyka prymas Polski miał prawo koronowania każdorazowego króla i królowej Polski.
| Rok       | Interrex w czasach Korony Królestwa Polskiego | Portret |
| --------- | --- | ------- |
| 1382-1384 | Bodzęta |         |
| 1444-1447 | Wincenty Kot (realną władzę w kraju sprawował Zbigniew Oleśnicki, o czym świadczy, że to właśnie Zbigniew Oleśnicki a nie Wincenty Kot przyjmowali poselstwa oraz wysyłali poselstwa) |         |
| 1492      | Zbigniew Oleśnicki |         |
| 1501      | Fryderyk Jagiellończyk |         |
| 1506      | Andrzej Boryszewski |         |

| Rok objęcia urzędu | Rok złożenia urzędu | Interrex (prymas Polski) | Portret |
| ------------------ | ------------------- | --- | ------- |
| 1572               | 1573                | Jakub Uchański |         |
| 1575               | 1576                | Jakub Uchański (ponownie) |         |
| 1586               | 1587                | Stanisław Karnkowski |         |
| 1632               | 1633                | Jan Wężyk |         |
| 1648               | 1648                | Maciej Łubieński |         |
| 1668               | 1669                | Mikołaj Jan Prażmowski |         |
| 1673               | 1674                | Kazimierz Florian Czartoryski |         |
| 1674               | 1674                | śmierć interrexa Kazimierza Floriana Czartoryskiego w czasie trwania elekcji spowodowały, że zastępował go biskup krakowski Andrzej Trzebicki         |         |
| 1696               | 1697                | Michał Radziejowski |         |
| 1704               | 1705                | Michał Radziejowski (ponownie) |         |
| 1704               | 1705                | pozbawionego przez papieża jurysdykcji kościelnych i ukrywającego się interrexa Michała Radziejowskiego zastępował biskup poznański Mikołaj Święcicki |         |
| 1733               | 1734                | Teodor Potocki |         |
| 1763               | 1764                | Władysław Aleksander Łubieński |         |

## Literatura
- Juliusz Bardach, Bogusław Leśnodorski, Michał Pietrzak. Historia ustroju i prawa polskiego. Warszawa 2001. ISBN 83-88296-02-7
- Przywileje i godności Prymasów Polski